# Semiothisa flaviterminata
Semiothisa flaviterminata là một loài bướm đêm trong họ Geometridae.